# Fukuititan
Fukuititan is een plantenetend geslacht van sauropode dinosauriërs, behorend tot de groep van de Macronaria, dat tijdens het vroege Krijt leefde in het gebied van het huidige Japan.

## Naamgeving en vondst
De typesoort Fukuititan nipponensis is in 2010 benoemd en beschreven door Yoichi Azuma en Masateru Shibata. De geslachtsnaam verbindt de naam van het vondstgebied, Fukui, met het Griekse Titaan, een verwijzing naar de grootte van de sauropoden. De soortaanduiding verwijst naar Nippon, de plaatselijke naam van Japan.
Het fossiel, holotype FPDM-V8468, bestaat uit een gedeeltelijk skelet, gevonden in 2006 bij Kitadani en opgegraven vanaf juli 2007 tot en met de zomer van 2008 in lagen van de bovenste Tetorigroep, die daar ongeveer 125 miljoen jaar oud is, Barremien-Aptien. Het werd geprepareerd in het Fukui Prefectural Dinosaur Museum te Katsujama, waar het zal worden tentoongesteld. Bewaard zijn gebleven: een tand, een halswervel, een linkerschouderblad met ravenbeksbeen, een linkerspaakbeen, een rechteropperarmbeen en -spaakbeen, een rechtermiddenhandsbeen, een rechterdijbeen, een rechterscheenbeen, een linkerkuitbeen, de zitbeenderen en drie achterste staartwervels.

## Beschrijving
Unieke afgeleide eigenschappen, autapomorfieën, van de soort zijn: een verlengde asymmetrische tandkroon met een afwezige of zwak gevormde groeve aan de buitenzijde en zonder een uitholling aan de binnenzijde; de halswervels hebben steelvormige epipofysen, de breedte van de bovenkant van het opperarmbeen is 32% van de lengte van dat bot; de middenhandsbeenderen zijn lang met 48% van de lengte van het spaakbeen; de uiteinden van de zitbeenderen zijn licht verbreed.
Fukuititan is een vrij kleine sauropode waarvan de totale lengte geschat is op tien meter.

## Fylogenie
Fukuititan is door de beschrijvers toegewezen aan de Titanosauriformes, vooral vanwege de vorm van de staartwervels die overeenkomt met die van de Aziatische soort Borealosaurus. Hij vertegenwoordigt de eerste goed bekende titanosauriforme vondst in Japan en is volgens de beschrijvers een aanwijzing dat de geografische verspreiding en variabiliteit van die groep groter is dan eerder bekend was.